# Application Systems Heidelberg
Application Systems Heidelberg (ASH) ist ein deutscher Vertrieb von Software und Spielen hauptsächlich für Apples macOS. Geschäftsführer ist Volker Ritzhaupt.
Das Unternehmen wurde 1985 gegründet, ASH machte sich zu Atari-ST-Zeiten mit Produkten wie der technisch wissenschaftlichen Textverarbeitung Signum!, dem Grafikprogramm STAD, dem Datenbanksystem Phoenix sowie dem Betriebssystem MagiC einen Namen. Letzteres wurde auf Windows (MagiCPC) und Mac OS (MagiCMac) portiert, so dass ASH zu Zeiten des Atari-Abgangs den Markt der Umsteiger bedienen konnte.
Heutzutage entwickelt ASH kaum noch eigene Software, sondern konzentriert sich auf den Vertrieb von PC- und Macintosh-Produkten für den deutschsprachigen Raum. Dabei nimmt ASH auch oft die Lokalisierung der Software vor.
Seit 2005 gibt es die Schwesterfirma Application Systems Paris und seit 2010 Application Systems London, mit denen ASH einen europaweiten Vertrieb organisiert.
Von ASH vertriebene Produkte sind u. a.:
- iPod-Zubehör
- Spiele aller Art
- REALbasic, eine Entwicklungssoftware für Mac OS X, Linux und Microsoft Windows
- die Präsentationsprogramme FotoMagico und PulpMotion
- das Animationstool BannerZest
- das Onlinebankingprogramm Bank X